# Alegría-Dulantzi
Alegría-Dulantzi (spanisch Alegría, [aleˈɣɾi.a]; baskisch Dulantzi, [dulants̻i]), früher als Alegría de Álava bekannt, ist eine spanische Gemeinde in der Provinz Álava (Autonome Gemeinschaft Baskenland). Alegría-Dulantzi ist ungefähr 14 Kilometer von der Provinzhauptstadt Vitoria-Gasteiz entfernt. Dort fand 1834 die Schlacht von Alegría de Álava statt.

## Geschichte
Einer der ersten schriftlichen Hinweise auf mehrere Orte in der Gegend findet sich in einer Liste der Bevölkerungsgruppen, die vom Kloster San Millán de la Cogolla 1025 erstellt wurden, bekannt als Reja de San Millán. Es erscheinen die Namen von Dullanzi (Dulanci) und Gelegieta (Eguileta).
Dullanzi und Gelegieta erscheinen als Teil des Gemeindeverbands von Hiraszaeza oder Hiruzaheza, zu der unter anderem auch die heute in Alegría-Dulantzi liegenden und unbewohnten Dörfer Aialha, Larrahara, Larraza und Arbelgoihen gehörten. Auch die nahe gelegenen Städte Iscona (Hijona), Trocóniz, Burgellu (Elburgo), Garonna (Garona), Hararihin (Arrarain), Aniu (Añua), Hereinzguhin (Erenchun) und Abaunza waren auf der Liste; heute gehören sie zu den Gemeinden Iruraiz-Gauna und Elburgo.

1337 verlieh der kastilische König Alfons XI. der Stadt die Gerichtsbarkeit und gab ihr den Namen Alegría de Dulanci. In dem ihm erteilten Stadtbrief sagte er:

«Es liegt daran, dass die besagte Stadt besser besiedelt ist. Wir sind froh, dass es Alegría de Dulanci gibt.»

Die neu gegründete Stadt wurde von Einwohnern der nahe gelegenen Städte Ayala, Henayo, Larrara, Olga, Ilárraza und Eguileta bevölkert. Alle diese Städte, mit Ausnahme von Eguileta, wurden dadurch entvölkert und wurden zu Wüstungen. An der Stelle, an der sich die Stadt Ayala befand (etwas mehr als einen km) von Alegría entfernt, befindet sich heute die romanische Einsiedelei Santuario de Nuestra Señora de Ayala, die der alten Kirche der ehemaligen Stadt entspricht.
Während des Mittelalters wurde Alegría zu einer wichtigen Festung der Oñacinos im Bandenkrieg in der Gegend Llanada Alavesa.
Ab 1484 gehörte Alegría zur Gerichtsbarkeit der Stadt Vitoria-Gasteiz. 1579 wurde die heute nicht mehr existente Comarca Cuadrilla de Alegría gegründet, bestehend aus den Städten Alegría, Gauna und Erenchun sowie den Orten Eguileta und Alborcoin.
Im Ersten Carlistenkrieg (1833–1840) fand 1834 die Schlacht von Alegría de Álava in Alegría-Dulantzi statt. In dieser Schlacht siegte der Carlist Tomás de Zumalacárregui gegen den Brigadier O’Doyle und den General Osma-Figueras. Diese Schlacht wird am Jahrestag stets von den Einwohnern von Alegría nachgestellt.
Mit den liberalen Reformen im 19. Jahrhunderts wurde Alegría zu einer konstitutionellen Gemeinde, die nunmehr aus den Städten Alegría und Eguileta bestand. Diese Zusammensetzung der Gemeinde ist bis heute unverändert geblieben. Während des 19. Jahrhunderts und fast des gesamten 20. Jahrhunderts behielt Alegría eine ziemlich stabile Bevölkerungsanzahl bei, die zwischen einem Minimum von 596 Einwohnern bei der Volkszählung von 1940 und einen Maximum von 1.054 Einwohnern (1981) lag.
Heute ist Alegría-Dulantzi eine florierende Industriestadt, in der ein städtisches Wachstum auf allen Seiten stattgefunden hat, wodurch sich die Wohnfläche und die Bevölkerung seit 1995 verdoppelt haben. Dadurch wurde Alegría-Dulantzi zu einer der größten Städte in der Provinz Álava. Heute gehört es zusammen mit Nanclares de la Oca und Villarreal de Álava zu den Städten, die in einem Umkreis von 15 Kilometer um Vitoria-Gasteiz herum wachsen und als deren Trabantenstädte fungieren; alle weisen wichtige Gewerbegebiet auf.
Die Wiederherstellung der Straßen in der Altstadt belebte den Tourismus und die Wiederherstellung neuer Räume für die Bewohner in einem mittelalterlichen Umfeld ermöglichte, das die Altstadt als historisch-künstlerisches Interesse zweiter Ordnung eingestuft wurde. In der Stadt gibt es zahlreiche Grün- und Erholungsräume, besonders den Herriko-Platz (Platz des Volkes) und seine Umgebung im Süden.

### Namensherkunft
Der älteste Name der Stadt ist Dulantzi, der erstmals 1025 als Dullanzi und im 14. Jahrhundert als Dulance erwähnt wird. Der Ursprung und die etymologische Bedeutung lassen sich von antiken römischen Villen namens Dulantes ableiten. Einige Philologen wie Fidel Fita waren der Meinung, dass es mit den Varduli verwandt sein könnte, die Tullonium bewohnten und im 2. Jahrhundert von Claudius Ptolemäus erwähnt wurden. Dieselbe Bevölkerung erschien später als römisches Mansio von Tullonio an der Itinerarium Antonini in einer Liste von Orten, die als Zwischenstation auf der Vía XXXIV (Ab Asturica Burdigalam) dienten – die Liste ist auf das Jahr 455 datiert. Es gibt einige Kontroversen über die Lage von Tullonio: Obwohl es aufgrund der Entfernungen, die in der Reiseroute angegeben sind, in Ascarza liegen sollte, wurde im 18. Jahrhundert in der Nähe von Alegría ein römischer Grabstein mit der Inschrift Tullonio gefunden. Wenn dies der Tatsache entspricht, könnte Dulantzi wie volgt entstanden sein: Tullonio → Tullaunci → Dullaunci → Dullanzi. Die wahrscheinlichste Theorie ist, dass der Name dulanci vom römischen villae dulant abstammt.
Daraus folgt, dass der Aufruf von Dulantzi Alegría eine Art „Werbeaktion“ war, um Siedler in die Stadt zu locken. Interessanterweise gibt es im Baskenland eine weitere Stadt mit ähnlichem Namen, Alegría de Oria – es ist nicht bekannt, ob deren Name denselben Ursprung hat.
Im Laufe der Jahre wurde die Stadt einfach als Alegría bekannt und verlor den Beinamen Dulanci im alltäglichen Gebrauch. Im 19. Jahrhundert wurde der offizielle Namen Alegría angenommen und behielt ihn bis 1982.
Gleichzeitig wurde die Stadt außerhalb der Provinz als Alegría de Álava bezeichnet, um die Stadt von Alegría de Oria in Gipuzkoa zu unterscheiden.
Mit der Transition in Spanien entstand in den 1970er-Jahren im Baskenland eine Bewegung zur Wiederbelebung der baskischen Sprache. Innerhalb dieser Bewegung wird die Wiederherstellung alter Städtenamen gefördert, insbesondere bei Städten, die einen Namen mit eindeutig romanischen Ursprung und keinen allgemein gebräuchlichen Namen im Baskischen hatten. Daher wurde Dulantzi (Anpassung des Namens Dulanzi an die moderne baskische Schreibweise) als Name der Stadt wiederhergestellt. Am 15. Juli 1982 nahm der Stadtrat den aktuellen offiziellen zweisprachigen Namen Alegría-Dulantzi an. Seit der Staat den Namen 1989 im Boletín Oficial del Estado veröffentlicht hat, ist er der offizielle Name der Gemeinde.

## Geographie
Die Gemeinde befindet sich in einem ausgedehnten Tal, die Mitte der Gemeinde ist flaches Gebiet. Im Süden finden sich Berggebiete. Ein Bergweg von Azáceta zur Einsiedelei San Víctor kreuzt dort das Gemeindegebiet. Im Tal fließt der Río Alegría, der über den Zadorra und den Ebro im Mittelmeer mündet. Auf dem Alto de Mendia befindet sich ein Wasserdepot. Nördlich der Gemeinde befindet sich ein Abschnitt des Jakobswegs, der bei der Einsiedelei Nuestra Señora de Ayala vorbeiführt. Eine ehemalige Eisenbahnlinie der Ferrocarriles de Vía Estrecha wurde in eine Grüne Route umgewandelt.

### Gemeindegliederung
Alegría-Dulantzi besteht aus zwei Dörfern, die beide als Concejo organisiert sind. Das bei weitem größere der beiden ist der Hauptort Alegría-Dulantzi selbst, in der etwa 95 der der Gemeindebevölkerung leben. Die zweite ist Egileta, eine Exklave im Südosten.
| Offizieller Name | Name auf Baskisch | Name auf Spanisch | Bevölkerung (2021) | Fläche (km²) |
| ---------------- | ----------------- | ----------------- | ------------------ | ------------ |
| Alegría-Dulantzi | Dulantzi          | Alegría           | 2.813              | 15,46        |
| Egileta          | Egileta           | Eguileta          | 112                | 4,37         |

In Alegría-Dulantzi gibt es folgende Wüstungen, alle im Concejo Alegría-Dulantzi:
| Name      | Entvölkert seit            |
| --------- | -------------------------- |
| Alborcoin | Mitte des 18. Jahrhunderts |
| Ayala     | 20. Oktober 1337           |
| Henayo    | 20. Oktober 1337           |
| Ilárraza  | 20. Oktober 1337           |
| Larrara   | 20. Oktober 1337           |
| Olga      | 20. Oktober 1337           |

## Infrastruktur
Alegría-Dulantzi verfügt über eine Bushaltestelle mit Verbindungen in die Stadt Vitoria-Gasteiz sowie einen Bahnhof im Norden der Stadt.

## Politik

### Wahlergebnisse
| Politische Partei                                                             | 2015                | 2015                      | 2011                | 2011                      | 2007                | 2007                      | 2003                | 2003                      | 1999                | 1999                      | 1995                | 1995                      |
| Politische Partei                                                             | Prozent der Stimmen | Mitglieder im Gemeinderat | Prozent der Stimmen | Mitglieder im Gemeinderat | Prozent der Stimmen | Mitglieder im Gemeinderat | Prozent der Stimmen | Mitglieder im Gemeinderat | Prozent der Stimmen | Mitglieder im Gemeinderat | Prozent der Stimmen | Mitglieder im Gemeinderat |
| Agrupación Independiente de Alegría (DTI-AIA)                                 | 39,69               | 5                         | 28,57               | 4                         | 18,76               | 2                         | -                   | -                         | -                   | -                         | -                   | -                         |
| Eusko Alderdi Jeltzalea-Partido Nacionalista Vasco (EAJ-PNV)                  | 27,43               | 3                         | 19,35               | 2                         | 24,46               | 3                         | -                   | -                         | 29,43               | 3                         | 37,76               | 4                         |
| EH Bildu / Bildu                                                              | 18,76               | 2                         | 28,42               | 3                         | -                   | -                         | -                   | -                         | -                   | -                         | -                   | -                         |
| Partido Socialista de Euskadi-Euskadiko Ezkerra (PSE-EE)                      | 8,52                | 1                         | 8,99                | 1                         | 14,55               | 2                         | 18,09               | 2                         | 14,21               | 1                         | 14,02               | 1                         |
| Partido Popular (PP)                                                          | 4,48                | 0                         | 9,75                | 1                         | 8,76                | 1                         | 17,62               | 1                         | 6,98                | 0                         | 5,59                | 0                         |
| Ezker Batua-Berdeak (EB-B)                                                    | -                   | -                         | 2,15                | 0                         | 2,64                | 0                         | 12,78               | 1                         | -                   | -                         | -                   | -                         |
| Eusko Alkartasuna (EA)                                                        | -                   | -                         | -                   | -                         | 20,25               | 2                         | -                   | -                         | 30,42               | 4                         | 37,01               | 4                         |
| Eusko Abertzale Ekintza – Acción Nacionalista Vasca (EAE-ANV)                 | -                   | -                         | -                   | -                         | 9,26                | 1                         | -                   | -                         | -                   | -                         | -                   | -                         |
| Eusko Alderdi Jeltzalea-Partido Nacionalista Vasco/Eusko Alkartasuna (PNV/EA) | -                   | -                         | -                   | -                         | -                   | -                         | 48,01               | 5                         | -                   | -                         | -                   | -                         |
| Unidad Alavesa (UA)                                                           | -                   | -                         | -                   | -                         | -                   | -                         | 0,32                | 0                         | 2,24                | 0                         | 4,08                | 0                         |
| Euskal Herritarrok (EH)                                                       | -                   | -                         | -                   | -                         | -                   | -                         | -                   | -                         | 14,84               | 1                         | -                   | -                         |

## Sehenswürdigkeiten

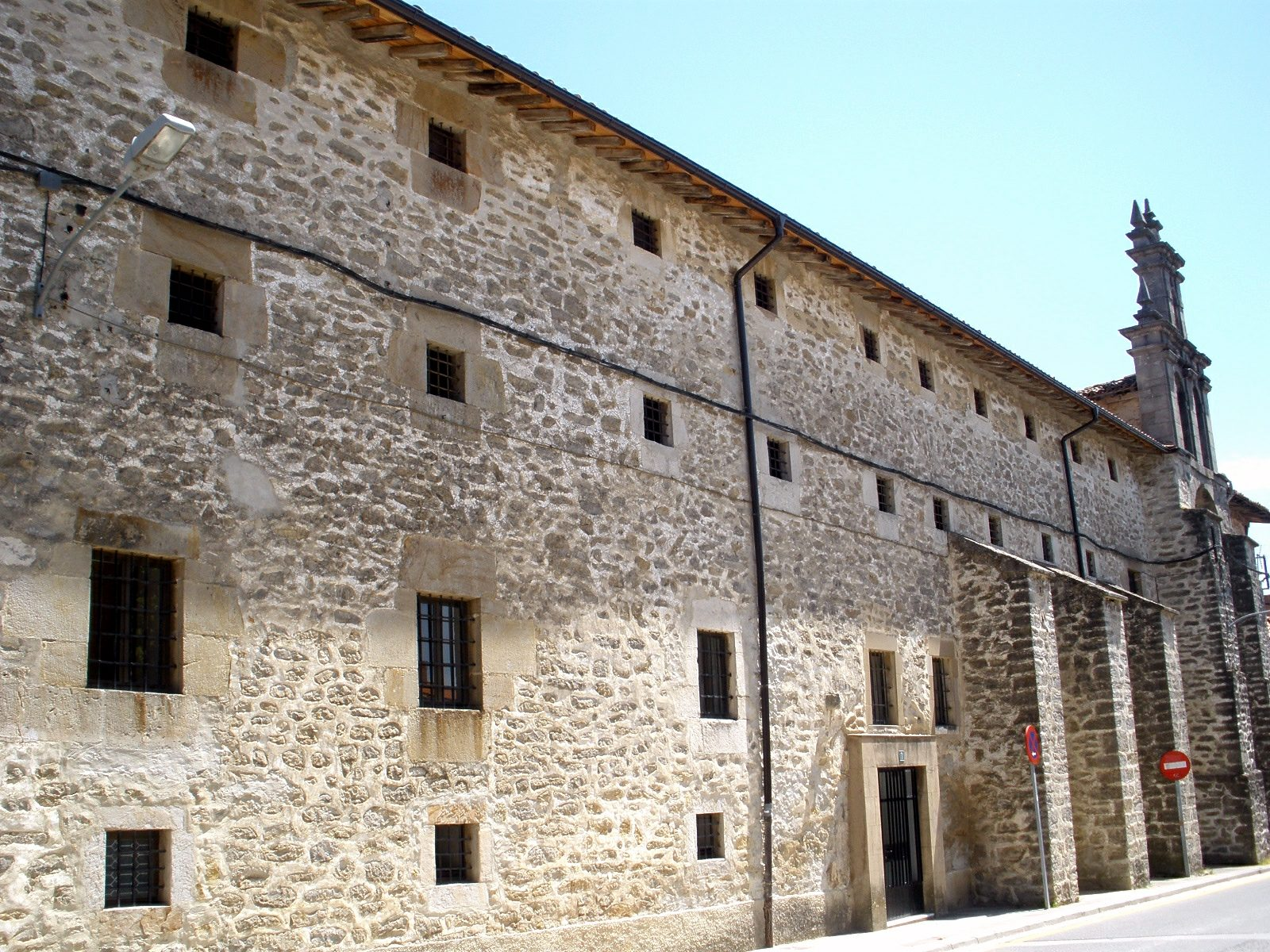
Kloster Santa Clara
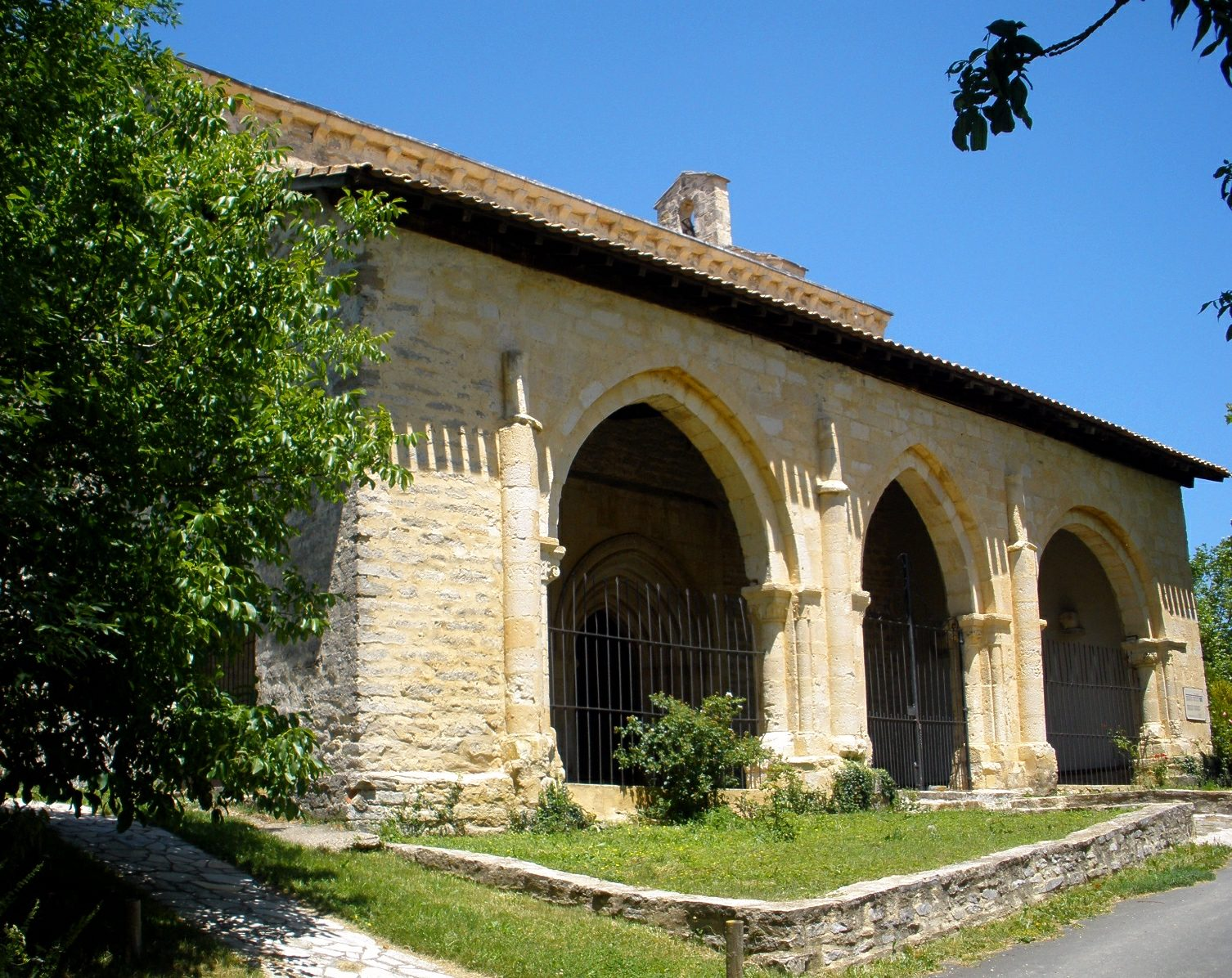
Heiligtum Unserer Lieben Frau von Ayala
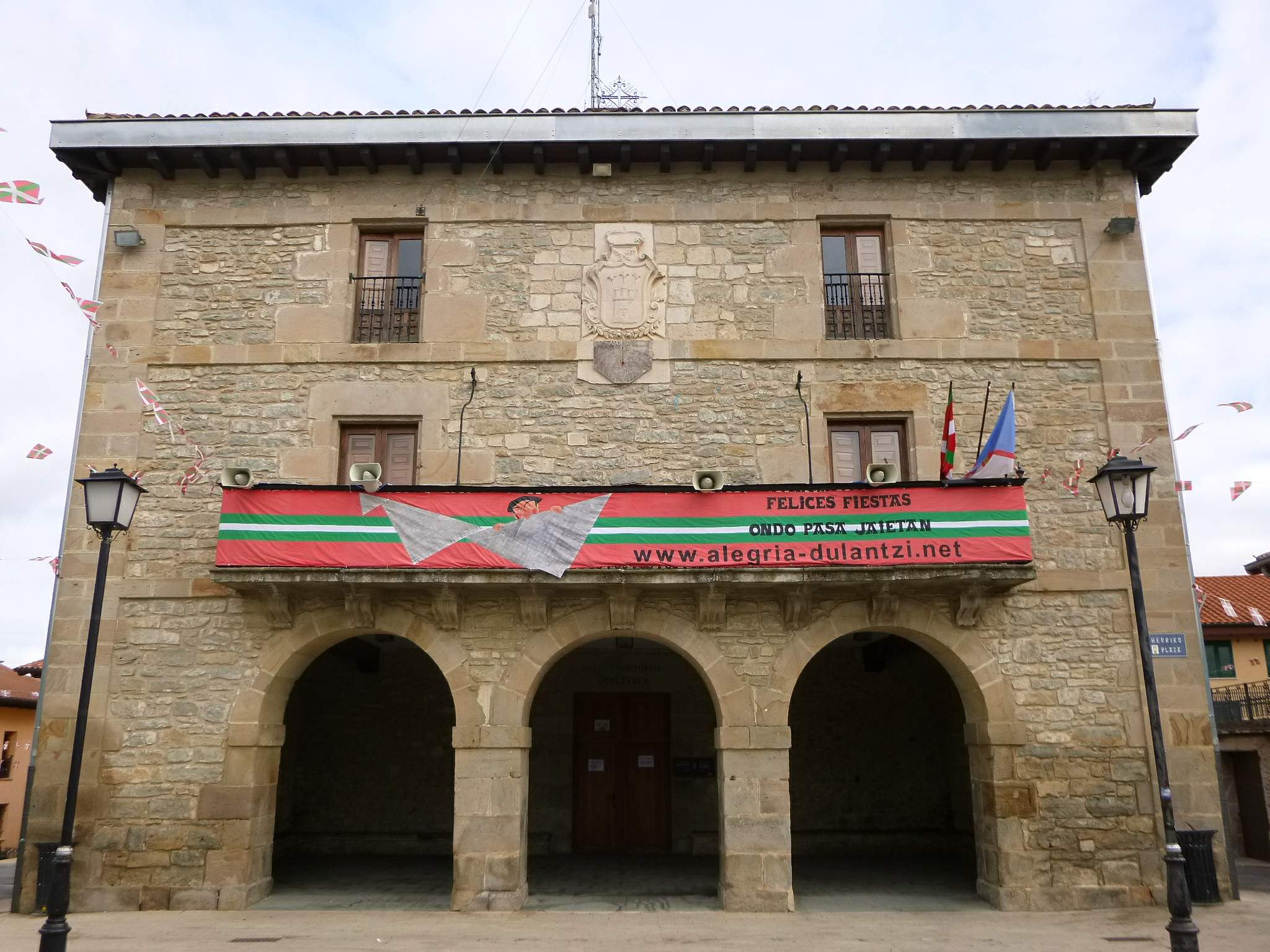
Rathaus von Alegría-Dulantzi
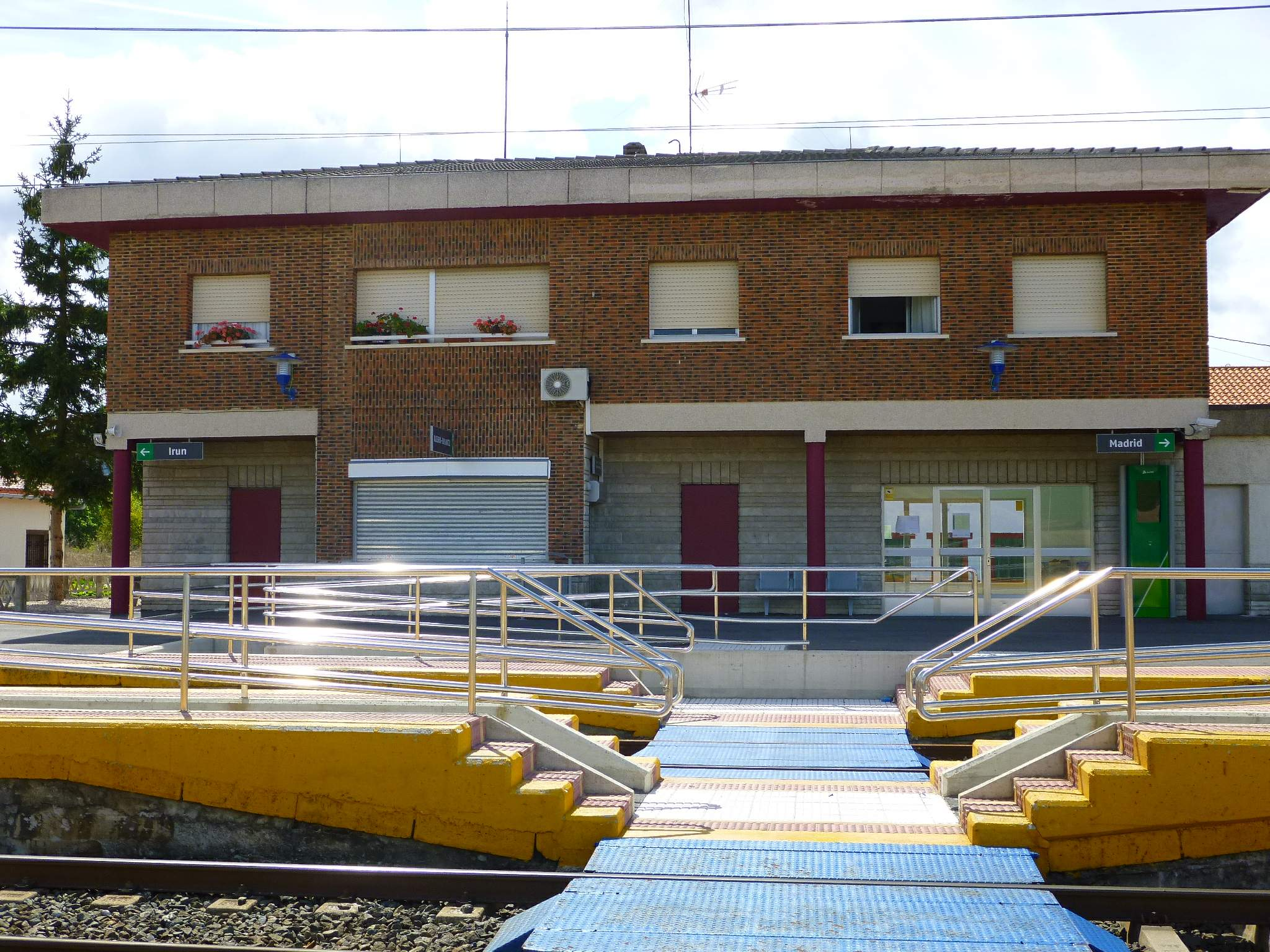
Bahnhof

- Pfarrkirche San Blas
- Heiligtum Unserer Lieben Frau von Ayala
- Kloster Santa Clara
- Kleine römische Brücke über den Fluss Alegría
- Casa de los Gaona

## Feiertage
- Feierlichkeiten zu Ehren von Blasius von Sebaste (Schutzpatron von Alegría) am 3. Februar.
- Feierlichkeiten zu Ehren von Romanus von Cäsarea (Schutzpatron von Eguileta) am letzten Wochenende im August.
- Feierlichkeiten von Mariä Geburt, das Wochenende nach der Jungfrau von September.
- Gedenken an die Schlacht von Alegría de Álava am Samstag vor dem Patronatsfest.